# Fabienne Pigeaud
Fabienne Pigeaud (ur. 7 marca 1959, Nantes) – francuska brydżystka, World International Master w kategorii Kobiet (WBF), European Master oraz European Champion w kategoriach Women i Juniors (EBL).
Siostra Fabienne Pigeaud, Bénédicte Cronier, jest czołową brydżystką Francji.

## Wyniki brydżowe

### Zawody światowe
W światowych zawodach zdobyła następujące lokaty:
| Mistrzostwa Świata. Konkurencja teamów | Mistrzostwa Świata. Konkurencja teamów | Mistrzostwa Świata. Konkurencja teamów          | Mistrzostwa Świata. Konkurencja teamów | Mistrzostwa Świata. Konkurencja teamów | Mistrzostwa Świata. Konkurencja teamów |
| Rok                                    | Miejsce                                | Zawody                                          | Kategoria                              | Drużyna                                | Pozycja                                |
| -------------------------------------- | -------------------------------------- | ----------------------------------------------- | -------------------------------------- | -------------------------------------- | -------------------------------------- |
| 2012                                   | Lille                                  | 5. Otwarte Mistrzostwa Świata Teamów Mikstowych | Miksty                                 | Championnet                            | 49                                     |
| 2011                                   | Veldhoven                              | 40. Mistrzostwa Świata Teamów                   | Trans                                  | Gayet                                  | 147                                    |
| 2007                                   | Szanghaj                               | 38. Mistrzostwa Świata Teamów                   | Kobiety                                | France                                 | 4                                      |
| 2006                                   | Werona                                 | 12. Mistrzostwa Świata                          | Open                                   | Tananbaum                              | 33                                     |
| 2002                                   | Montreal                               | 11. Mistrzostwa Świata                          | Kobiety                                | Pigeaud                                | 9                                      |
| 2001                                   | Paryż                                  | 35. Mistrzostwa Świata Teamów                   | Trans                                  | Mohtashami                             | 60                                     |
| 2000                                   | Maastricht                             | 11. Olimpiada Brydżowa                          | Miksty                                 | Kaplan                                 | 11                                     |
| 1985                                   | São Paulo                              | 27. Mistrzostwa Świata Teamów                   | Kobiety                                | France                                 | 3                                      |

| Mistrzostwa Świata. Konkurencja par | Mistrzostwa Świata. Konkurencja par | Mistrzostwa Świata. Konkurencja par | Mistrzostwa Świata. Konkurencja par | Mistrzostwa Świata. Konkurencja par | Mistrzostwa Świata. Konkurencja par |
| Rok                                 | Miejsce                             | Zawody                              | Kategoria                           | Partner                             | Pozycja                             |
| ----------------------------------- | ----------------------------------- | ----------------------------------- | ----------------------------------- | ----------------------------------- | ----------------------------------- |
| 2006                                | Werona                              | 12. Mistrzostwa Świata              | Open IMP                            | Lewis Kaplan                        | 112                                 |
| 2006                                | Werona                              | 12. Mistrzostwa Świata              | Open                                | Lewis Kaplan                        | 273                                 |
| 2006                                | Werona                              | 12. Mistrzostwa Świata              | Miksty                              | Lewis Kaplan                        | 232                                 |
| 2002                                | Montreal                            | 11. Mistrzostwa Świata              | Kobiety                             | Maryse Leenhardt                    | 78                                  |
| 1998                                | Lille                               | 10. Mistrzostwa Świata              | Kobiety                             | Rachel Menil                        | 6                                   |
| 1994                                | Albuquerque                         | 9. Mistrzostwa Świata               | Kobiety                             | Rachel Menil                        | 18                                  |
| 1990                                | Genewa                              | 8. Mistrzostwa Świata               | Kobiety                             | Rachel Menil                        | 11                                  |
| 1986                                | Miami Beach                         | 7. Mistrzostwa Świata               | Kobiety                             | Catherine Saul                      | 11                                  |

| Mistrzostwa Świata. Konkurencja indywidualna | Mistrzostwa Świata. Konkurencja indywidualna | Mistrzostwa Świata. Konkurencja indywidualna | Mistrzostwa Świata. Konkurencja indywidualna | Mistrzostwa Świata. Konkurencja indywidualna | Mistrzostwa Świata. Konkurencja indywidualna |
| Rok                                          | Miejsce                                      | Zawody                                       | Kategoria                                    | Pozycja                                      |                                              |
| -------------------------------------------- | -------------------------------------------- | -------------------------------------------- | -------------------------------------------- | -------------------------------------------- | -------------------------------------------- |
| 1992                                         | Paryż                                        | 1. Indywidualne Mistrzostwa Świata           | Open                                         | 12                                           |                                              |

### Zawody europejskie
W europejskich zawodach zdobyła następujące lokaty:
| Zawody europejskie. Konkurencja teamów | Zawody europejskie. Konkurencja teamów | Zawody europejskie. Konkurencja teamów   | Zawody europejskie. Konkurencja teamów | Zawody europejskie. Konkurencja teamów | Zawody europejskie. Konkurencja teamów |
| Rok                                    | Miejsce                                | Zawody                                   | Kategoria                              | Drużyna                                | Pozycja                                |
| -------------------------------------- | -------------------------------------- | ---------------------------------------- | -------------------------------------- | -------------------------------------- | -------------------------------------- |
| 2009                                   | San Remo                               | 4. Otwarte Mistrzostwa Europy            | Open                                   | Tananbaum                              | 67                                     |
| 2006                                   | Warszawa                               | 48. Mistrzostwa Europy Teamów            | Kobiety                                | France                                 | 1                                      |
| 2005                                   | Teneryfa                               | 2. Otwarte Mistrzostwa Europy            | Miksty                                 | Van Poperinghe                         | 57                                     |
| 2005                                   | Teneryfa                               | 2. Otwarte Mistrzostwa Europy            | Kobiety                                | Tananbaum                              | 15                                     |
| 2003                                   | Mentona                                | 1. Otwarte Mistrzostwa Europy            | Miksty                                 | Waksman                                | 52                                     |
| 2003                                   | Mentona                                | 1. Otwarte Mistrzostwa Europy            | Kobiety                                | Avon                                   | 5                                      |
| 2002                                   | Salsomaggiore                          | 46. Mistrzostwa Europy Teamów            | Kobiety                                | France                                 | 11                                     |
| 2000                                   | Bellaria                               | 6. Mistrzostwa Europy Mikstów            | Miksty                                 | Kaplan                                 | 14                                     |
| 1998                                   | Akwizgran                              | 5. Mistrzostwa Europy Mikstów            | Miksty                                 | Bo                                     | 22                                     |
| 1990                                   | Bordeaux                               | 1. Mistrzostwa Europy Mikstów            | Miksty                                 | Maury                                  | 5                                      |
| 1989                                   | Turku                                  | 39. Mistrzostwa Europy Teamów            | Kobiety                                | France                                 | 3                                      |
| 1985                                   | Salsomaggiore                          | 37. Mistrzostwa Europy Teamów            | Kobiety                                | France                                 | 1                                      |
| 1984                                   | Hasselt                                | 9. Młodzieżowe Mistrzostwa Europy Teamów | Juniorzy                               | France                                 | 1                                      |

| Zawody europejskie. Konkurencja par | Zawody europejskie. Konkurencja par | Zawody europejskie. Konkurencja par | Zawody europejskie. Konkurencja par | Zawody europejskie. Konkurencja par | Zawody europejskie. Konkurencja par |
| Rok                                 | Miejsce                             | Zawody                              | Kategoria                           | Partner                             | Pozycja                             |
| ----------------------------------- | ----------------------------------- | ----------------------------------- | ----------------------------------- | ----------------------------------- | ----------------------------------- |
| 2005                                | Teneryfa                            | 2. Otwarte Mistrzostwa Europy       | Mikst                               | Philippe Marill                     | 103                                 |
| 2005                                | Teneryfa                            | 2. Otwarte Mistrzostwa Europy       | Kobiety                             | Maryse Leenhardt                    | 22                                  |
| 2003                                | Mentona                             | 1. Otwarte Mistrzostwa Europy       | Mikst                               | Philippe Marill                     | 116                                 |
| 2003                                | Mentona                             | 1. Otwarte Mistrzostwa Europy       | Kobiety                             | Minnie Tananbaum                    | 86                                  |
| 2002                                | Ostenda                             | 7. Mistrzostwa Europy Mikstów       | Mikst                               | Pierre d' Ovidio                    | 16                                  |
| 2000                                | Bellaria                            | 6. Mistrzostwa Europy Mikstów       | Mikst                               | Jean-Christophe Quantin             | 22                                  |
| 1999                                | Malta                               | 44. Mistrzostwa Europy Teamów       | Kobiety                             | Rachel Menil                        | 14                                  |
| 1998                                | Akwizgran                           | 5. Mistrzostwa Europy Mikstów       | Mikst                               | Marc Girollet                       | 135                                 |
| 1996                                | Monte Carlo                         | 4. Mistrzostwa Europy Mikstów       | Mikst                               | Attali                              | 192                                 |
| 1990                                | Bordeaux                            | 1. Mistrzostwa Europy Mikstów       | Mikst                               | Serge Moyet                         | 326                                 |
| 1987                                | Brighton                            | 4. Mistrzostwa Europy Par           | Kobiety                             | Catherine Fishpool                  | 10                                  |

## Klasyfikacja
- Fabienne Pigeaud – klasyfikacja WBF (ang.)
- Fabienne Pigeaud – klasyfikacja EBL (ang.)